# Предосље
Предосље (словен. Predoslje) је насељено место у општини Крањ, Горењска регија, Словенија.

## Историја
До територијалне реорганизације у Словенији било су у саставу старе општине Крањ.

## Становништво
У попису становништва из 2011. године, Предосље је имало 989 становника.
| Број становника према пописима | Број становника према пописима | Број становника према пописима |
| ------------------------------ | ------------------------------ | ------------------------------ |
| 1991                           | 2002                           | 2011                           |
| 926                            | 966                            | 989                            |

## Галерија
- дворац „Брдо при Крању”.
- пејзаж Горењске код Предосља
- залазак сунца